# Ilyphagus antarcticus
Ilyphagus antarcticus är en ringmaskart som beskrevs av Hartman 1978. Ilyphagus antarcticus ingår i släktet Ilyphagus och familjen Flabelligeridae. Inga underarter finns listade i Catalogue of Life.